# Nordkirchen

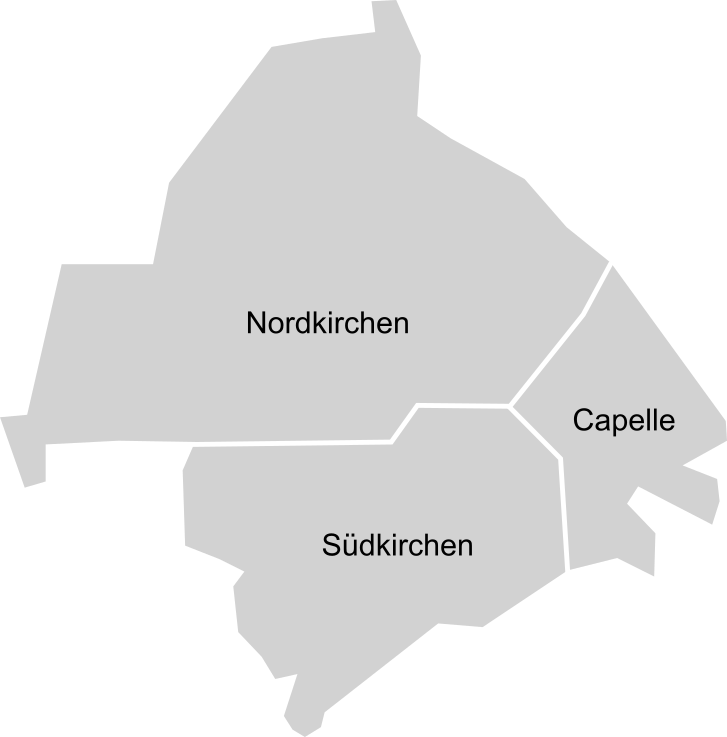
Ortsteile von Nordkirchen

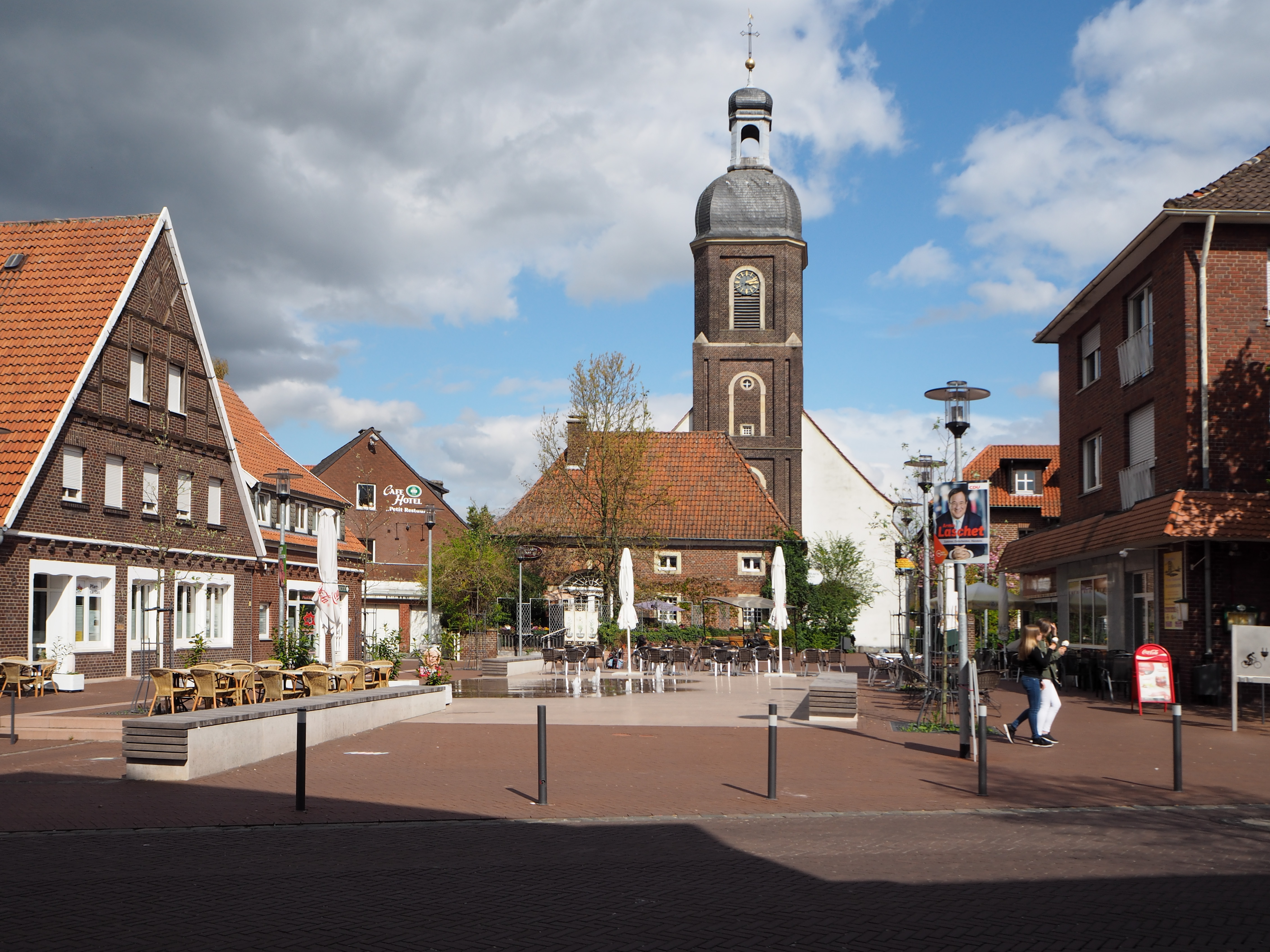
Nordkirchen am Ludwig-Becker-Platz mit Pfarrkirche St. Mauritius

Nordkirchen ist eine Gemeinde in Nordrhein-Westfalen und gehört zum Kreis Coesfeld.

## Geographie

### Lage
Die Gemeinde Nordkirchen liegt ungefähr im Zentrum des Städtedreiecks Dortmund, Münster und Hamm. Nachbargemeinden sind, im Westen beginnend und im Uhrzeigersinn benannt, Lüdinghausen, Senden und Ascheberg im Kreis Coesfeld sowie Werne und Selm aus dem Kreis Unna.
| Lüdinghausen | Senden                                      | Ascheberg |
|              | Kompassrose, die auf Nachbargemeinden zeigt |           |
| Selm         |                                             | Werne     |

### Stadtgliederung
Ortsteile sind Nordkirchen, Südkirchen und Capelle.

## Geschichte
Die erste nachweisbare Erwähnung Nordkirchens entstammt einer Urkunde aus dem Bistum Münster und wird zwischen 1022 und 1032 datiert. Zu der Zeit war Siegfried von Walbeck der Bischof von Münster. Nach der Schlacht bei Ermen 1242 wurde die Burg Meinhövel zerstört. Ab dem 13. Jahrhundert pachtete die Familie von Morrien den Hof Nordkirchen und richtete und verwaltete Nordkirchen bis ins 16. Jahrhundert hinein. 1561 wurde Nordkirchen endgültig durch den Abkauf der Erbpacht den von Morriens übergeben.
1605 wurde der heute noch existierende Bürgerschützenverein Nordkirchen gegründet.
Nach Aussterben der Familie von Morrien erwarb der Fürstbischof von Münster Friedrich Christian von Plettenberg den gesamten Familienbesitz. Dieser ist es auch, der im Jahr 1703 den Grundstein zum Bau des heutigen barocken Wasserschlosses legte. Der Bau des Schlosses Nordkirchen dauerte von 1708 bis 1734. Nordkirchen blieb im Besitz der Familie Plettenberg, bis der letzte männliche Nachfolger 1813 starb.
Zwischen 1813 und 1815 wurde der Kreis in Städte, Gemeinden und Ämter unterteilt. Damit gehörten die Gemeinden Nordkirchen und Südkirchen zum Amt Nordkirchen.
Durch die Hochzeit von Maria von Plettenberg mit dem ungarischen Grafen Nikolaus-Maria-Franz von Esterházy Galantha gingen die Besitztümer Nordkirchens an die Familie Esterházy über. Eine seiner Nachfahren war es auch, die den gesamten Besitz Nordkirchens 1903 an den Herzog Engelbert von Arenberg verkaufte.
1923 wurde Capelle zum Amtsbezirk Nordkirchen hinzugefügt.
Das Schloss Nordkirchen gelangte 1903 durch Verkauf an den Herzog Engelbert-Maria von Arenberg. 1933 wurde das Schloss zusammen mit weiterem land- und forstwirtschaftlichen Besitz in die neu gegründete Arenberg-Nordkirchen GmbH eingebracht. Diese vermietete das Schloss ab 1949 dem Land Nordrhein-Westfalen und verkaufte es 1958 für 3,5 Millionen DM an das Land. Anschließend wurde dort die Fachhochschule für Finanzen Nordrhein-Westfalen untergebracht.

### Eingemeindungen
Die heutige Gemeinde Nordkirchen ist am 1. Januar 1975 aufgrund der Gemeindereform aus den vorher selbständigen Gemeinden Capelle, Nordkirchen und Südkirchen, die dem aufgelösten Amt Nordkirchen angehörten, hervorgegangen.

### Einwohnerentwicklung
Die Angaben wurden von den Autoren Mertens und Limbach (1867 und 1946), vom Statistischen Landesamt (Volkszählungsergebnisse am 6. Juni 1961 und 27. Mai 1970) und von der Gemeinde Nordkirchen (31. Dezember 1974 und 1. März 2009) beigesteuert.
| Ort         | 1867  | 1946  | 1961  | 1970  | 1974  | 2009   | 2013  |
| ----------- | ----- | ----- | ----- | ----- | ----- | ------ | ----- |
| Capelle     | 554   | 1.465 | 1.018 | 1.270 | 1.459 | 2.197  | 1.901 |
| Nordkirchen | 1.562 | 2.435 | 2.605 | 2.681 | 3.961 | 4.752  | 4.755 |
| Südkirchen  | 1.087 | 1.866 | 1.634 | 1.838 | 2.249 | 3.260  | 3.201 |
| zusammen    | 3.203 | 5.766 | 5.257 | 5.789 | 7.669 | 10.209 | 9.857 |

## Politik

### Gemeinderat
Das Ergebnis der Kommunalwahl vom 13. September 2020 führte zu folgender Verteilung der 28 Sitze im Rat:
- CDU – 13 Sitze
- SPD – 7 Sitze
- Grüne – 5 Sitze
- UWG – 2 Sitze
- FDP – 1 Sitz

### Kommunalwahlen ab 1975
In der Liste werden nur Parteien und Wählergemeinschaften aufgeführt, die mindestens 1,95 Prozent der Stimmen bei der jeweiligen Wahl erhalten haben.
Stimmenanteile in Prozent
| Jahr | CDU  | SPD  | Grüne1 | UWG | FDP | Wahlbeteiligung |
| ---- | ---- | ---- | ------ | --- | --- | --------------- |
| 1975 | 71,4 | 22,8 |        |     | 5,8 |                 |
| 1979 | 69,0 | 24,6 |        |     | 6,4 |                 |
| 1984 | 60,9 | 25,6 | 09,9   |     | 4,2 |                 |
| 1989 | 52,9 | 28,8 | 09,9   |     | 8,4 |                 |
| 1994 | 53,8 | 28,7 | 11,8   |     | 5,7 |                 |
| 1999 | 61,9 | 21,4 | 06,5   | 6,2 | 4,0 |                 |
| 2004 | 50,7 | 23,1 | 09,8   | 9,0 | 7,5 | 62,3 %          |
| 2009 | 49,8 | 25,9 | 11,3   | 6,1 | 6,9 | 65,2 %          |
| 2014 | 46,0 | 32,9 | 10,8   | 5,7 | 4,6 | 67,4 %          |
| 2020 | 47,6 | 23,8 | 18,5   | 5,6 | 4,4 | 60,7 %          |

Fußnote
1 1984 und 1989: Die Grünen, ab 1994: Bündnis 90/Die Grünen

### Bürgermeister
Der Bürgermeister der Gemeinde ist Dietmar Bergmann (Fraktionslos). Er wurde 2009 mit 51,8 % der Stimmen gewählt. Bei der Wiederwahl 2014 kandidierte er aus dem Amt heraus, wurde unterstützt von SPD, Bündnis 90/Die Grünen, FDP sowie der Wählergemeinschaft UWG und erhielt 84,5 Prozent. Bei der Wahl am 13. September 2020 kam er auf 88,6 Prozent.

### Wappen
Das Wappen wurde am 28. November 1983 durch das Regierungspräsidium Münster genehmigt.
Blasonierung: „In Gold drei blaue 2:1 gestellte Kirchtürme, die beiden oberen mit spitzem, der untere mit barockem Helm.“
Die drei Kirchtürme stellen die drei Ortsteile, in denen der Name „Kirche (Capelle)“ vorkommt, symbolisch dar. Es handelt sich demnach um ein redendes Wappen.
Die Farben Blau und Gold sind die Farben des Hauses Plettenberg, das 1694 den gesamten Morrien'schen Besitz kaufte und 1703 den Grundstein zur Schlossanlage legte.

### Flagge
Die Flagge ist Gold (Gelb) – Blau – Gold (Gelb) im Verhältnis 1:3:1 längsgestreift. Der Wappenschild
der Gemeinde befindet sich in der Mitte der blauen Bahn.

## Kultur und Sehenswürdigkeiten

### Bauwerke
Siehe auch: Liste der Baudenkmäler in Nordkirchen
Dominantes Baumaterial in Nordkirchen sind dunkelrote Ziegelsteine. Im Zentrum des Orts steht die katholische Kirche St. Mauritius, ab 1715 von Gottfried Laurenz Pictorius als barocke Hallenkirche erbaut.
Am Kirchplatz sind außerdem mehrere historische Gebäude erhalten, die in Verbindung zu St. Mauritius stehen:
- die ehemalige Küsterei, (Mauritiusplatz 4), 1733/34 von Johann Conrad Schlaun errichtet
- das ehemalige Armenhaus (Mauritiusplatz 6), 1730–33 ebenfalls von Schlaun errichtet
- die ehemalige Vikarie (Mauritiusplatz 7), Fachwerkhaus von 1675

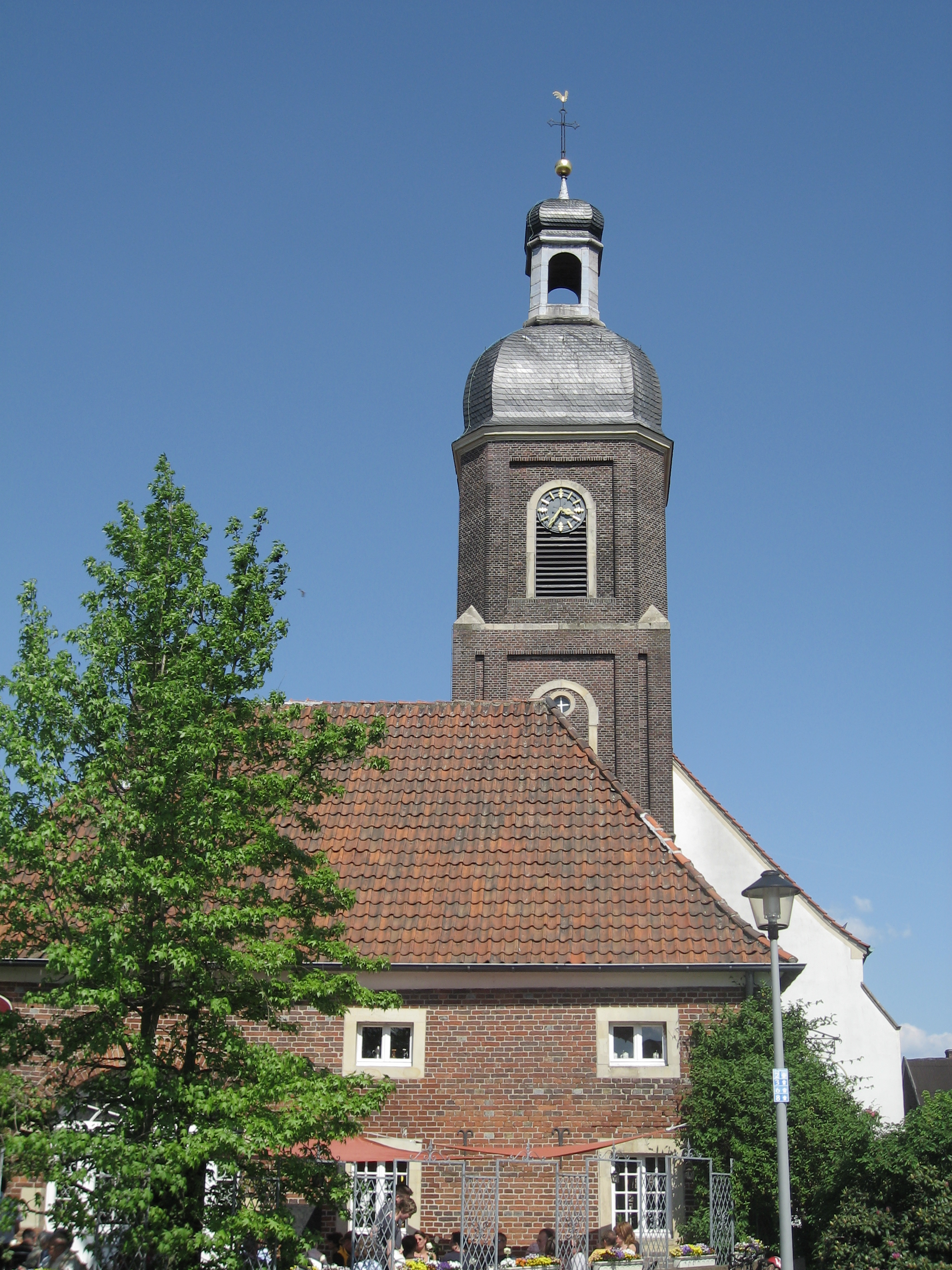
St. Mauritius (1715)
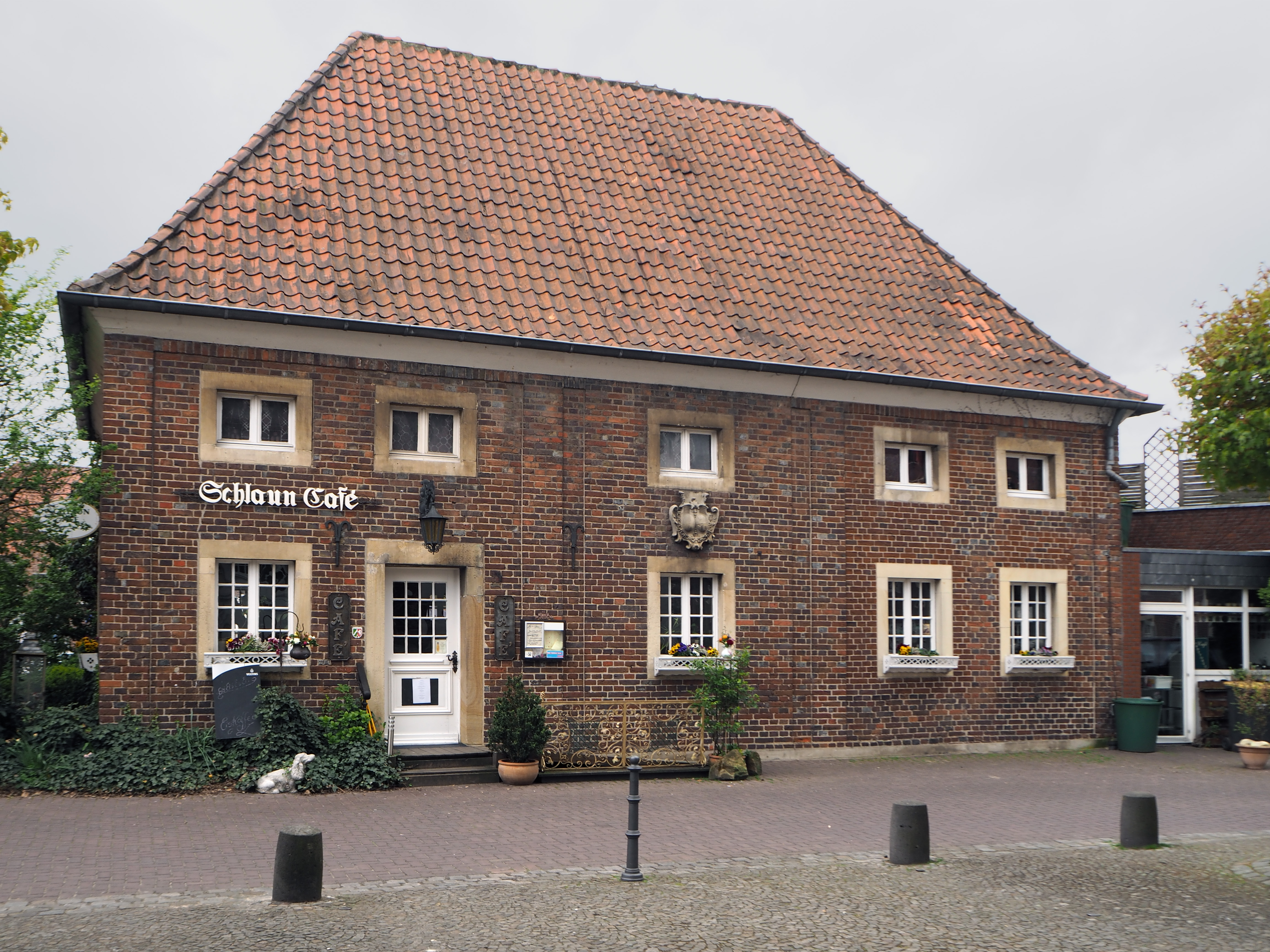
Ehemalige Küsterei (1733/34), jetzt Café Schlaun
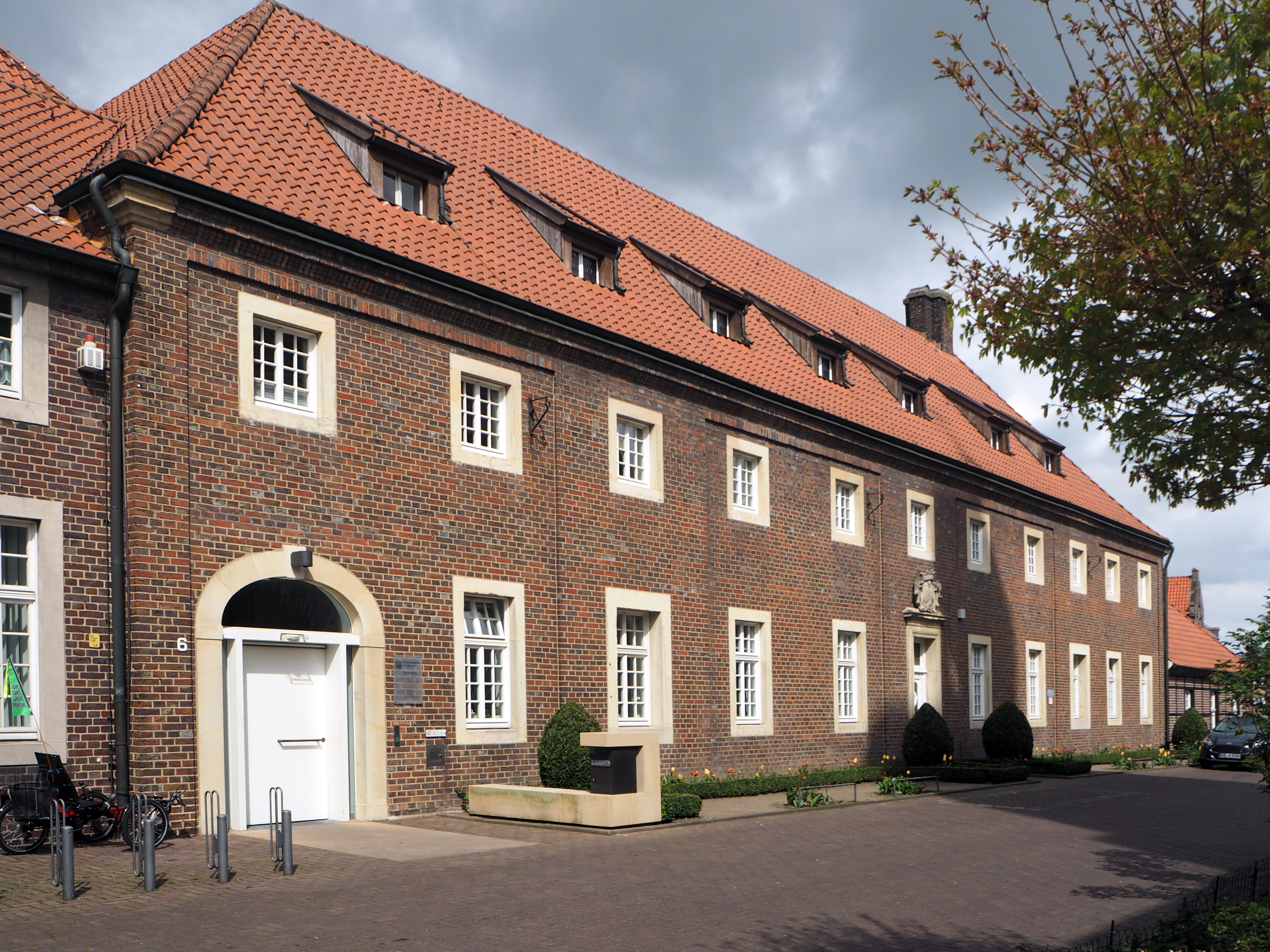
Ehemaliges Armenhaus, (1730–33) jetzt Verwaltung einer Kinderheilstätte
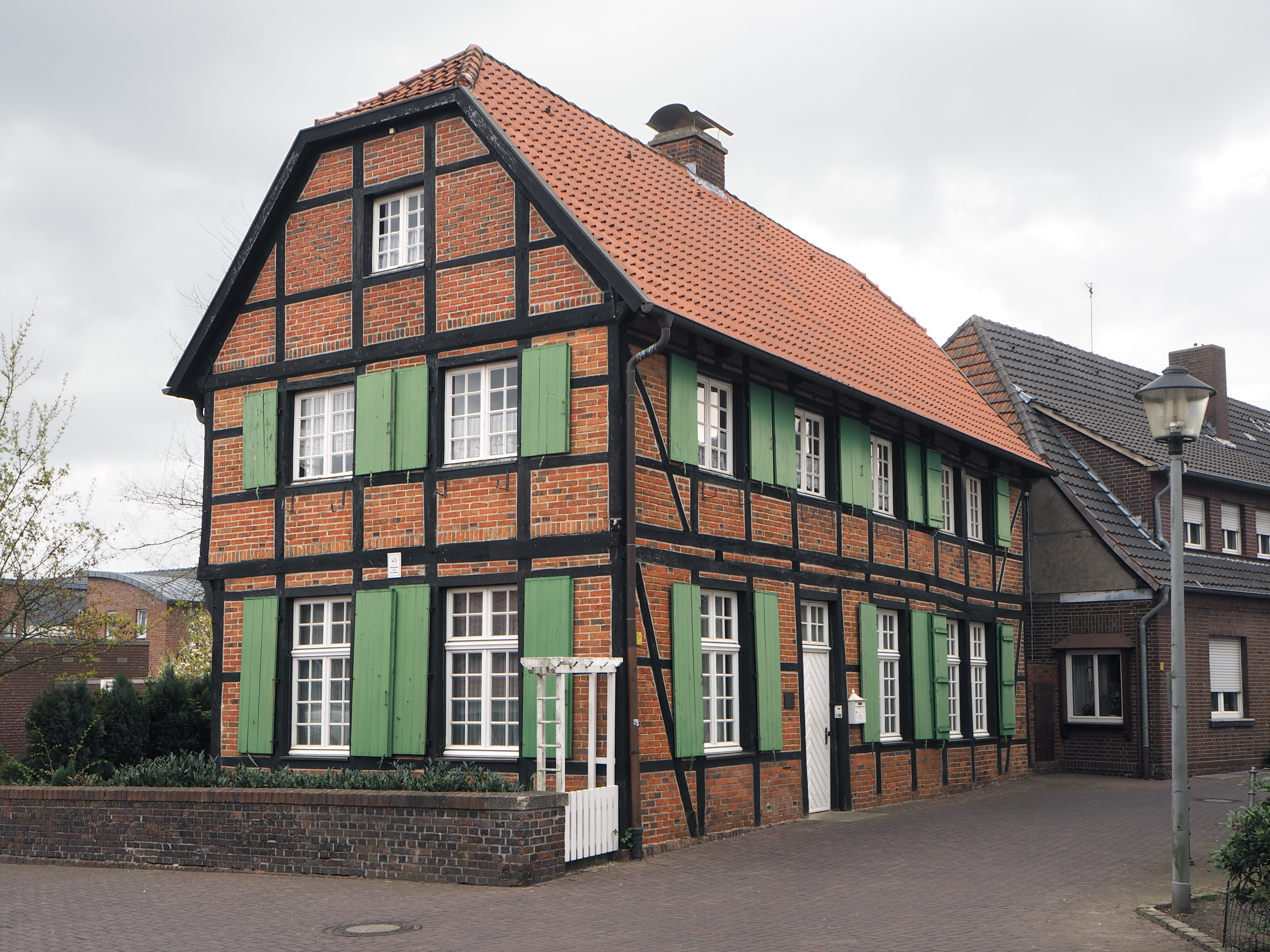
Ehemalige Vikarie, (1675) jetzt Begegnungsstätte

In Nordkirchen gibt es insgesamt 13 Bauten an denen der letzte bedeutende Architekt des Barock in Deutschland, Johann Conrad Schlaun, mitgearbeitet hat. Herausragend ist hier das Schloss Nordkirchen, auch „Westfälisches Versailles“ genannt.
Außer den oben genannten Gebäuden am Kirchplatz sind zwei Gebäude an der Schloßstraße zu erwähnen:
- die achteckige Johannes-von-Nepomuk-Kapelle aus dem Jahre 1722.
- die ehemalige Rentei (Schloßstr. 23, jetzige Nutzung als Arztpraxis und Wohnhaus)

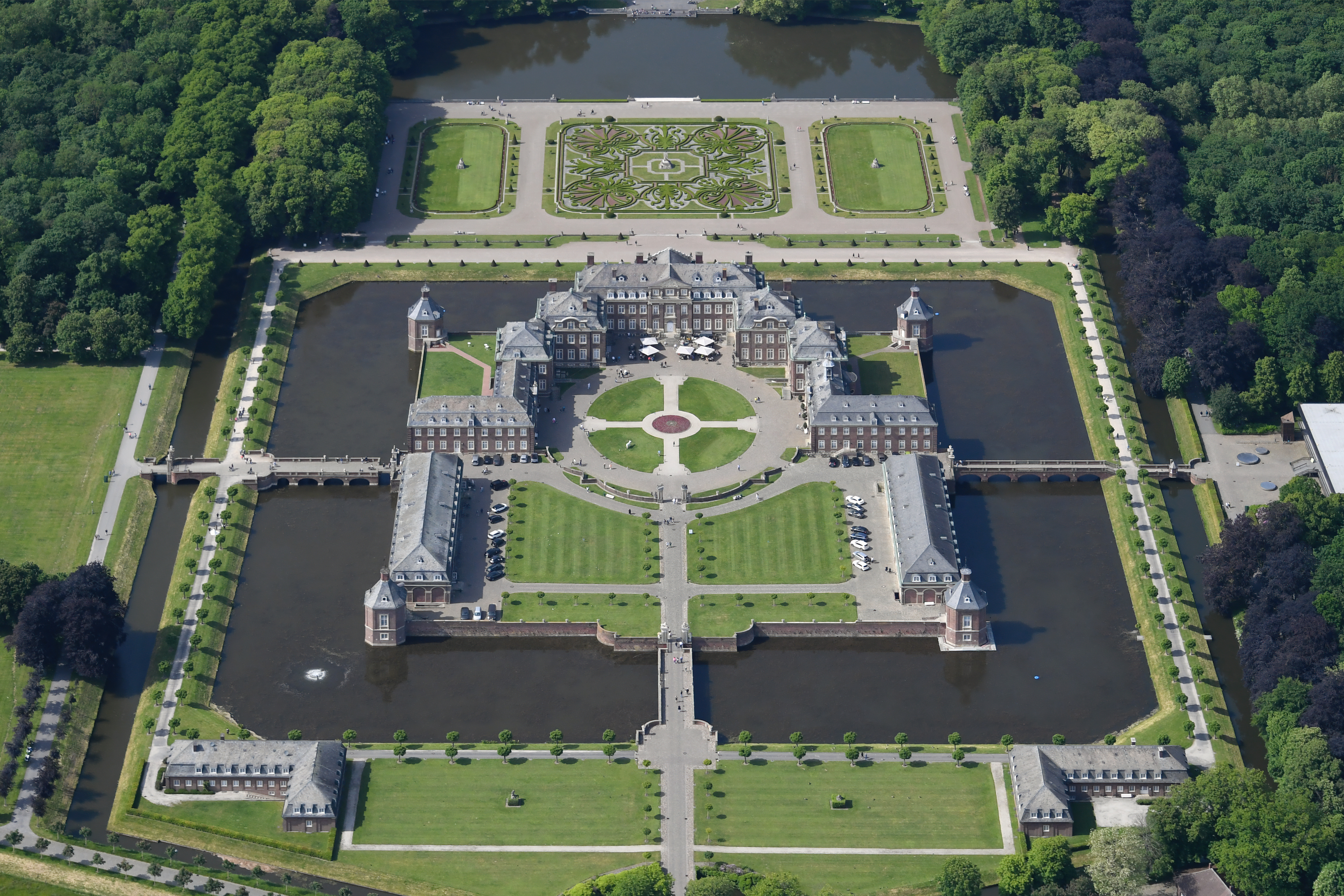
Luftbild vom Schloss Nordkirchen (Fertigstellung 1734)
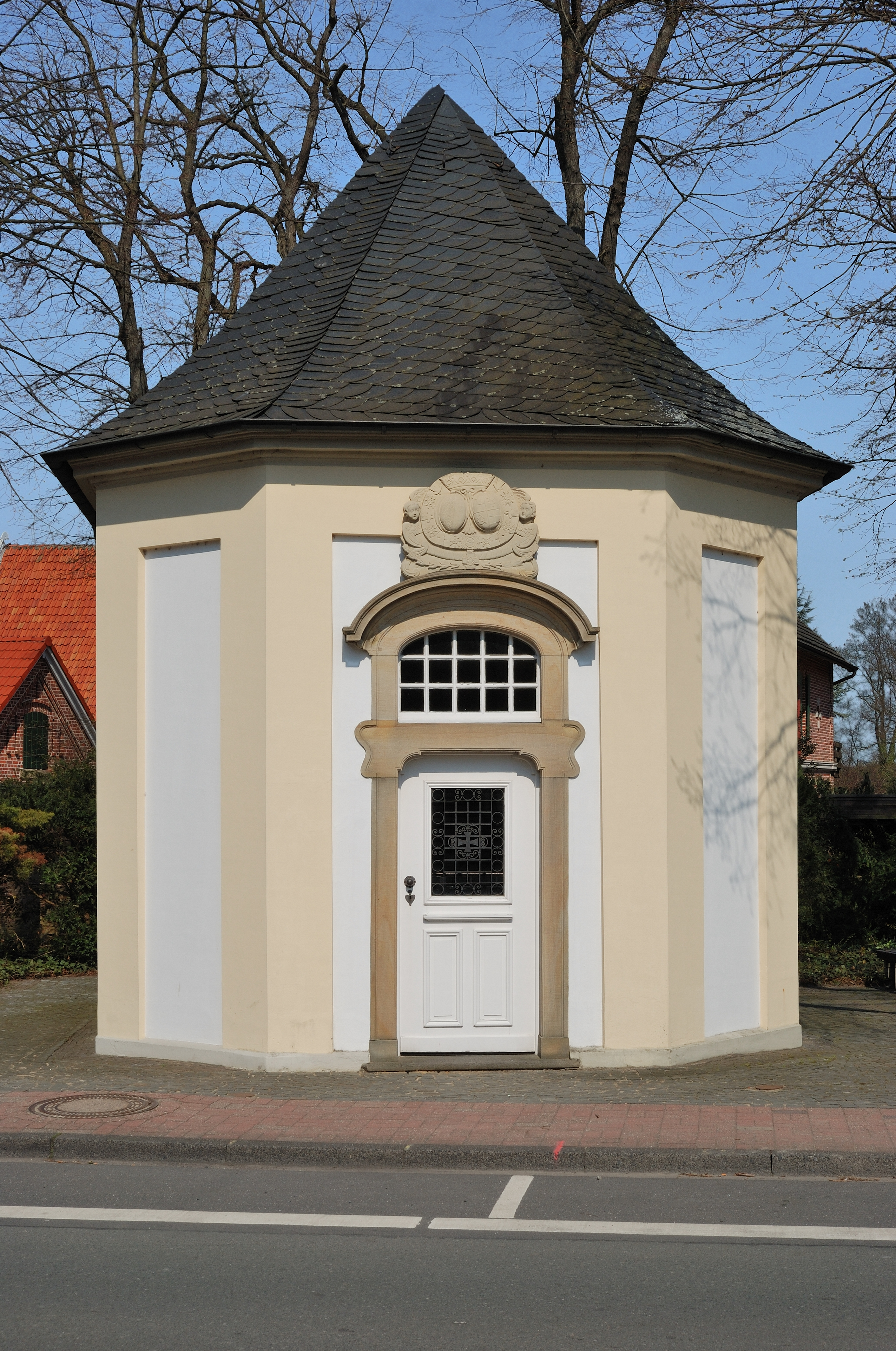
Johannes-von-Nepomuk-Kapelle (1722)
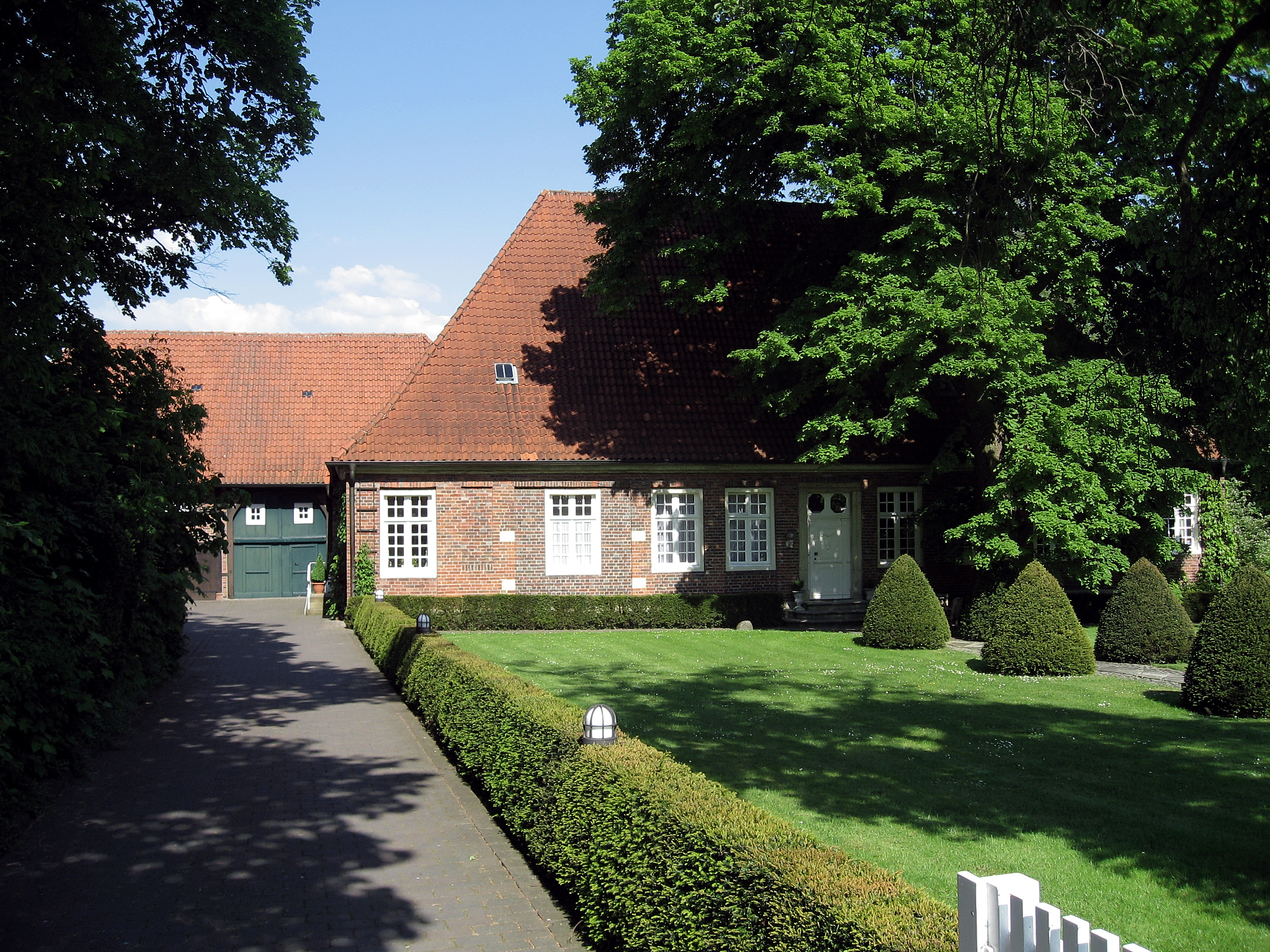
Ehemalige Rentei (18. Jh.)
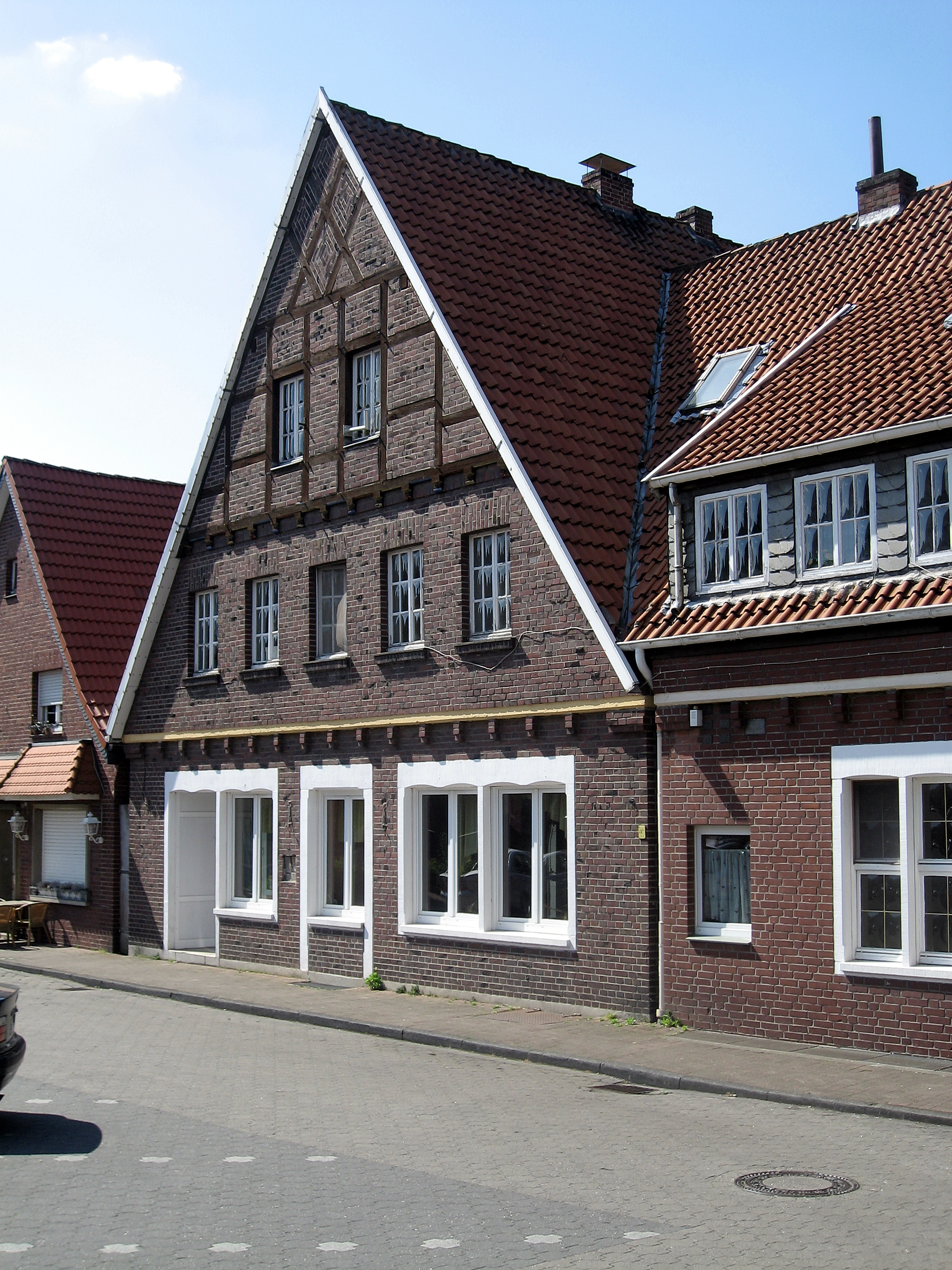
Fachwerkhaus am Ludwig-Becker-Platz

## Wirtschaft und Infrastruktur

### Verkehr
Nordkirchen liegt im Gebiet der Verkehrsgemeinschaft Münsterland. Der Bahnhof Capelle (Westf) liegt an der Bahnstrecke Münster–Dortmund. Es halten stündlich Regionalbahnen der Keolis-eurobahn (Linie RB 50 Der Lüner).
Die Regiobuslinie R 53 der EVG Euregio Verkehrsgesellschaft verbindet das Zentrum von Nordkirchen im Stundentakt mit dem Bahnhof Capelle und mit Lüdinghausen. Der Taxibus T 52 fährt wochentags im Zweistundentakt zum Bahnhof Selm, der an der Bahnstrecke Dortmund–Gronau liegt, und nach Werne.
Des Weiteren verkehrt in der Woche auch der Bürgerbus zwischen Capelle, Südkirchen, Nordkirchen und Selm. Außerdem erreicht der Ascheberger Bürgerbus regelmäßig den Bahnhof Capelle.
Nahverkehrsfahrscheine innerhalb Nordrhein-Westfalens zu den Bahnhöfen Capelle, Lüdinghausen und Selm gelten automatisch auch für den Bus nach Nordkirchen (NRW-Tarif). Reisende von außerhalb können durchgehende Bahnfahrscheine nach Nordkirchen lösen, die ab Hamm (Westf), Lüdinghausen oder Lünen im RVM-Bus gelten.
Die Bundesstraße 58 verläuft etwa sieben Kilometer nördlich von Nordkirchen, die B 236 etwa sechs Kilometer südwestlich. Die nächste Autobahnanschlussstelle ist Ascheberg an der Bundesautobahn 1, etwa zwölf Kilometer nordöstlich von Nordkirchen.
Nordkirchen ist an die Fernradwege 100-Schlösser-Route und Burg-und-Schloss-Tour angeschlossen.

### Ansässige Unternehmen
Seit 2018 bietet der digitalCampus.Nordkirchen eine Austauschplattform für Startups und andere Unternehmen aus der Digitalbranche.

### Medien
Der Ort war von 1980 bis 2018 Standort des Mittelwellensenders Nordkirchen. Der Sender „Deutschlandfunk“ hat die Ausstrahlung über den Mittelwellensender Nordkirchen zum 31. Dezember 2015 eingestellt und am 21. März 2018 wurden die Masten der Sendeanlage abgerissen.

### Bildung
In den drei Ortsteilen Nordkirchens gibt es je eine Grundschule:
- Sankt-Mauritius-Grundschule in Nordkirchen,
- Elisabeth-Ernst-Grundschule in Südkirchen,
- Katholische Grundschule Capelle.

Zudem befinden sich im Ortsteil Nordkirchen die Johann-Conrad-Schlaun-Gesamtschule und in der Kinderheilstätte Nordkirchen die Maximilian-Kolbe-Förderschule mit dem Förderschwerpunkten „geistige Entwicklung“ und „körperliche und motorische Entwicklung“.
Außerdem befindet sich in Nordkirchen die Hochschule für Finanzen des Landes Nordrhein-Westfalen.

## Persönlichkeiten, Töchter und Söhne
- Bernhard von Morsbach (1841–1909); preußischer Generalleutnant
- Theodor Kappenberg (1848–1920); Weihbischof von Münster, wurde in Nordkirchen geboren
- Carl Fehlert (1853–1926); Ingenieur und Patentanwalt, wurde in Nordkirchen geboren
- Wilhelm Eberhard Schwarz (1855–1923); Domkapitular in Münster, Historiker
- Ernst Wilckinghoff (1885–1969); Landschafts-, Porträt- und Stilllebenmaler der Düsseldorfer Schule, in Nordkirchen geboren
- Volker Claus (* 1944); Informatiker und Hochschullehrer, wohnte in den 1970ern und bis Mitte der 1980er Jahre in Nordkirchen
- Josef Beutelmann (* 1949); Betriebswirt, ehemaliger Vorstandsvorsitzender und aktueller Aufsichtsratsvorsitzender der Barmenia Versicherungen
- Karl-Heinz Kampert; Physiker
- Amos Pieper (* 1998); Fußballspieler
- Cyrill Akono (* 2000); Fußballspieler, in Südkirchen aufgewachsen

## Golfclub
1975 wurde in Nordkirchen ein Golfclub gegründet („Golf- und Landclub Nordkirchen“). Noch im gleichen Jahr wurde – nach der Aufnahme des 100. Mitgliedes – mit dem Bau der 30 Hektar großen Neun-Loch-Anlage begonnen. Offiziell eröffnet wurde diese Anlage am 20. Mai 1978. Im August 2002 wurde die Golfanlage – als Konsequenz der ständig steigenden Mitgliederzahlen und der wachsenden Attraktivität des Clubs – auf 18 Löcher erweitert.